# Vịnh Anadyr

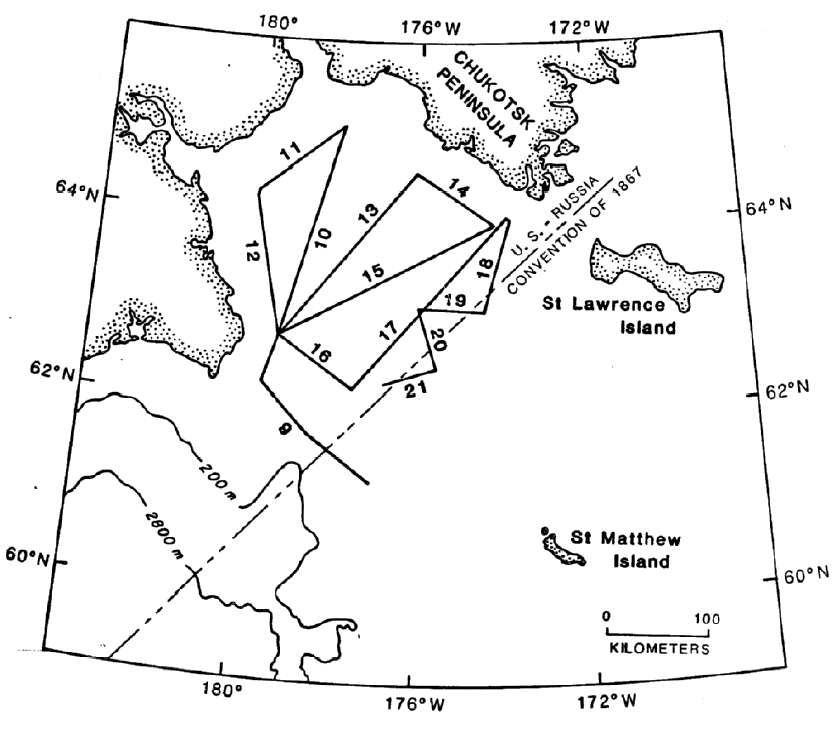
Bản đồ Vịnh Anadyr (nguồn: NOAA)

Vịnh Anadyr (tiếng Nga: Анадырский залив) là một vịnh ở cực đông bắc của vùng Siberi, Nga.

## Vị trí
Vịnh Anadyr nằm ở phần tây bắc của biển Bering và trải dài từ mũi Chukotka ở phía bắc tới mũi Navarin ở phía nam, dài khoảng 400 km, rộng khoảng 278 km. Vịnh này nối với 2 vùng nước là vịnh Krest và vũng Anadyrskiy. Độ sâu tối đa 105 m. Nước cường lên nửa ngày, lên cao tới 2,5–3 m.
Thông thường, vịnh này bị băng bao phủ khoảng 10 tháng trong năm. Thị xã Anadyr, trung tâm hành chính của Vùng tự trị Chukotka, nằm trên bờ vịnh này.
Các con sông chính đổ vào vịnh này có: Anadyr, Velikaya, Kanchalan và Tumanskaya.